# Campeonato Mundial de Triatlón de 2000
El XII Campeonato Mundial de Triatlón se celebró en Perth (Australia) el 30 de abril de 2000 bajo la organización de la Unión Internacional de Triatlón (ITU) y la Federación Australiana de Triatlón.

## Resultados
| Evento    | Oro                      | Plata                     | Bronce                    |
| --------- | ------------------------ | ------------------------- | ------------------------- |
| Masculino | Olivier Marceau Francia  | Peter Robertson Australia | Craig Walton Australia    |
| Femenino  | Nicole Hackett Australia | Carol Montgomery · Canadá | Michellie Jones Australia |

### Masculino
| Puesto            | Triatleta       | País      |       |         |       | Final   |
| ----------------- | --------------- | --------- | ----- | ------- | ----- | ------- |
| Medalla de oro    | Olivier Marceau | Francia   | 18:03 | 1:00:19 | 31:45 | 1:51:40 |
| Medalla de plata  | Peter Robertson | Australia | 18:49 | 1:00:29 | 31:01 | 1:51:54 |
| Medalla de bronce | Craig Walton    | Australia | 17:57 | 1:00:24 | 32:16 | 1:51:58 |

### Femenino
| Puesto            | Triatleta        | País      |       |         |       | Final   |
| ----------------- | ---------------- | --------- | ----- | ------- | ----- | ------- |
| Medalla de oro    | Nicole Hackett   | Australia | 18:53 | 1:07:09 | 27:12 | 1:54:43 |
| Medalla de plata  | Carol Montgomery | Canadá    | 19:28 | 1:08:18 | 25:21 | 1:54:50 |
| Medalla de bronce | Michellie Jones  | Australia | 19:24 | 1:08:34 | 26:12 | 1:55:25 |

## Medallero
| Núm. | País      | Oro | Plata | Bronce | Total |
| ---- | --------- | --- | ----- | ------ | ----- |
| 1    | Australia | 1   | 1     | 2      | 4     |
| 2    | Francia   | 1   | 0     | 0      | 1     |
| 3    | Canadá    | 0   | 1     | 0      | 1     |
|      | TOTAL     | 2   | 2     | 2      | 6     |